# Provincie Catanzaro
Catanzaro (Provincia di Catanzaro) je italská provincie v oblasti Kalábrie. Sousedí na severu s provincií Cosenza, na severovýchodě s provincií Crotone, na jihu s provincií Reggio Calabria a na jihozápadě s provincií Vibo Valentia. Její břehy omývá na západě Tyrhénské moře a na východě Jónské moře.

## Okolní provincie
| Růžice kompasu |                     | Cosenza         | Crotone | Růžice kompasu |
| Růžice kompasu | Sever               |                 |         | Růžice kompasu |
| Růžice kompasu | Provincie Catanzaro |                 |         | Růžice kompasu |
| Růžice kompasu | Jih                 |                 |         | Růžice kompasu |
| Růžice kompasu | Vibo Valentia       | Reggio Calabria |         | Růžice kompasu |